# Казахстан на зимних Олимпийских играх 2018
Казахстан на зимних Олимпийских играх 2018 года был представлен 44 спортсменами в 4 видах спорта. Как на церемонии открытия Игр, так и на церемонии закрытия право нести национальный флаг было доверено победителю этапа Кубка мира шорт-трекисту Абзалу Ажгалиеву. По итогам соревнований на счету казахстанских спортсменов была одна бронзовая медаль, завоёванная фристайлисткой Юлией Галышевой в могуле, что позволило сборной Казахстана занять 28-е место в неофициальном медальном зачёте.

## Медали
| Бронза |               |                           |            |
| №      | Спортсмены    | Вид спорта (дисциплина)   | Дата       |
| 1      | Юлия Галышева | Фристайл (могул, женщины) | 11 февраля |

## Состав сборной
В заявку сборной Казахстана для участия в Играх 2018 года вошли 46 спортсменов (26 мужчин и 20 женщин), которые соревновались в 57 видах соревнований в 9 олимпийских дисциплинах.
 Биатлон
1. Максим Браун
2. Владислав Витенко
3. Роман Ерёмин
4. Василий Подкорытов
5. Тимур Хамитгатин
6. Галина Вишневская
7. Дарья Климина
8. Ольга Полторанина
9. Алина Райкова

 Горнолыжный спорт
1. Игорь Закурдаев
2. Марина Григорьева

 Конькобежный спорт
1. Роман Креч
2. Артём Крикунов
3. Денис Кузин
4. Фёдор Мезенцев
5. Станислав Палкин
6. Екатерина Айдова

 Лыжные гонки
1. Евгений Величко
2. Денис Волотка
3. Алексей Полторанин
4. Виталий Пухкало
5. Елена Коломина
6. Валерия Тюленева
7. Анна Шевченко

 Прыжки на лыжах с трамплина
1. Сергей Ткаченко

 Санный спорт
1. Никита Копыренко

 Фигурное катание
1. Денис Тен
2. Айза Имамбек
3. Элизабет Турсынбаева

 Фристайл
1. Ильдар Бадрутдинов
2. Павел Колмаков
3. Дмитрий Рейхерд
4. Маржан Акжигит
5. Жанбота Алдабергенова
6. Аяулым Амренова
7. Аяна Жолдас
8. Юлия Галышева
9. Акмаржан Калмурзаева

 Шорт-трек
1. Абзал Ажгалиев
2. Нурберген Жумагазиев
3. Денис Никиша
4. Еркебулан Шамуханов
5. Ким Йонг А
6. Анастасия Крестова

Также в заявку на Игры вошли биатлонистка Елизавета Бельченко и шорт-трекист Мерсаид Жаксыбаев, но в итоге в Пхёнчхане они не выступили ни в одной из дисциплин.

## Результаты соревнований

### Биатлон
Большинство олимпийских лицензий на Игры 2018 года были распределены по результатам выступления стран в зачёт Кубка наций в рамках Кубка мира 2016/2017. По его результатам мужская сборная Казахстана заняла 15-е место, благодаря чему заработала 5 олимпийских лицензий, а женская сборная, занявшая 10-е место также получила право заявить для участия в соревнованиях 5 спортсменок. При этом в одной дисциплине страна может выставить не более четырёх биатлонистов.
Мужчины
| Соревнование         | Спортсмены                                                     | Стрельба                       | Время                 | Место         | Отставание          |
| -------------------- | -------------------------------------------------------------- | ------------------------------ | --------------------- | ------------- | ------------------- |
| спринт               | Роман Ерёмин                                                   | 1+1                            | 25:21,9               | 43            | +1:43,1             |
| спринт               | Владислав Витенко                                              | 2+2                            | 26:32,7               | 79            | +2:53,9             |
| спринт               | Василий Подкорытов                                             | 1+0                            | 26:34,7               | 80            | +2:55,9             |
| спринт               | Максим Браун                                                   | 3+1                            | 27:46,7               | 85            | +4:07,9             |
| гонка преследования  | Роман Ерёмин                                                   | 2+1+2+3                        | 38:51,1               | 52            | +5:59,4             |
| индивидуальная гонка | Максим Браун                                                   | 0+1+0+1                        | 53:50,7               | 61            | +5:46,9             |
| индивидуальная гонка | Василий Подкорытов                                             | 1+0+1+0                        | 53:52,5               | 62            | +5:48,7             |
| индивидуальная гонка | Тимур Хамитгатин                                               | 0+2+0+0                        | 54:52,7               | 72            | +6:48,9             |
| индивидуальная гонка | Владислав Витенко                                              | 2+2+1+2                        | 57:11,3               | 83            | +9:07,5             |
| эстафета 4×7,5 км    | Максим Браун Василий Подкорытов Владислав Витенко Роман Ерёмин | 2+10 0+0 0+1 0+3 0+1 0+2 2+3 — | LAP 20:13,2 20:55,7 — | 17 16 18 17 — | — +1:49,6 +3:34,3 — |

Женщины
| Соревнование         | Спортсмены                                                      | Стрельба                            | Время                                     | Место       | Отставание                              |
| -------------------- | --------------------------------------------------------------- | ----------------------------------- | ----------------------------------------- | ----------- | --------------------------------------- |
| спринт               | Галина Вишневская                                               | 2+0                                 | 22:52,2                                   | 30          | +1:46,0                                 |
| спринт               | Дарья Климина                                                   | 2+1                                 | 23:47,7                                   | 58          | +2:41,5                                 |
| спринт               | Ольга Полторанина                                               | 0+2                                 | 23:59,6                                   | 63          | +2:53,4                                 |
| спринт               | Алина Райкова                                                   | 0+3                                 | 24:33,8                                   | 71          | +3:27,6                                 |
| гонка преследования  | Галина Вишневская                                               | 0+0+1+0                             | 33:05,9                                   | 20          | +2:30,6                                 |
| гонка преследования  | Дарья Климина                                                   | 1+1+3+3                             | 38:00,0                                   | 57          | +7:24,7                                 |
| индивидуальная гонка | Галина Вишневская                                               | 0+2+1+0                             | 46:23,4                                   | 45          | +5:16,2                                 |
| индивидуальная гонка | Ольга Полторанина                                               | 0+0+1+1                             | 46:36,5                                   | 46          | +5:29,3                                 |
| индивидуальная гонка | Алина Райкова                                                   | 0+1+0+2                             | 46:37,4                                   | 47          | +5:30,2                                 |
| индивидуальная гонка | Дарья Климина                                                   | 2+0+1+0                             | 46:44,4                                   | 51          | +5:37,2                                 |
| эстафета 4×6 км      | Галина Вишневская Дарья Климина Алина Райкова Ольга Полторанина | 1+9 0+0 0+3 0+1 1+3 0+1 0+1 0+0 0+0 | 1:14:18,0 17:50,2 19:54,3 18:28,3 18:05,2 | 14 13 16 14 | +2:14,6 +1:01,2 +2:22,3 +1:54,1 +2:14,6 |

Смешанная эстафета
| Соревнование       | Спортсмены                                                | Стрельба                    | Время                                     | Место      | Отставание                            |
| ------------------ | --------------------------------------------------------- | --------------------------- | ----------------------------------------- | ---------- | ------------------------------------- |
| смешанная эстафета | Галина Вишневская Алина Райкова Роман Ерёмин Максим Браун | 3+7 0+0 0+1 3+3 0+0 0+1 0+1 | 1:14:13,7 16:09,1 17:39,5 20:12,0 20:13,1 | 18 6 12 18 | +5:39,4 +25,0 +2:00,0 +3:57,3 +5:39,4 |

### Коньковые виды спорта

#### Конькобежный спорт
По сравнению с прошлыми Играми в программе конькобежного спорта произошёл ряд изменений. Были добавлены соревнвнования в масс-старте, где спортсменам необходимо будет преодолеть 16 кругов, с тремя промежуточными финишами, набранные очки на которых помогут в распределении мест, начиная с 4-го. Также впервые с 1994 года конькобежцы будут бежать дистанцию 500 метров только один раз. Распределение квот происходило по итогам первых четырёх этапов Кубка мира. По их результатам был сформирован сводный квалификационный список, согласно которому сборная Казахстана стала обладателем 10 олимпийских лицензий на 6 дистанциях. 8 января тренерский штаб объявил состав сборной Казахстана для участия в Олимпийских играх.
Мужчины
Индивидуальные гонки
| Соревнование | Спортсмены       | Результат | Отставание | Место |
| ------------ | ---------------- | --------- | ---------- | ----- |
| 500 метров   | Станислав Палкин | 35,33     | +0,92      | 24    |
| 500 метров   | Артём Крикунов   | 35,34     | +0,93      | 25    |
| 500 метров   | Роман Креч       | 35,92     | +1,51      | 35    |
| 1000 метров  | Денис Кузин      | 1:10,13   | +2,18      | 27    |
| 1000 метров  | Станислав Палкин | 1:10,149  | +2,19      | 29    |
| 1000 метров  | Фёдор Мезенцев   | 1:10,62   | +2,67      | 33    |
| 1500 метров  | Фёдор Мезенцев   | 1:48,23   | +4,22      | 28    |
| 1500 метров  | Денис Кузин      | 1:49,14   | +5,13      | 30    |

Масс-старт
| Соревнование | Спортсмены     | Полуфинал | Полуфинал | Полуфинал | Полуфинал | Полуфинал | Финал                | Финал                | Финал                | Финал                |
| Соревнование | Спортсмены     | Забег     | Круги     | Очки      | Время     | Место     | Круги                | Очки                 | Время                | Место                |
| ------------ | -------------- | --------- | --------- | --------- | --------- | --------- | -------------------- | -------------------- | -------------------- | -------------------- |
| масс-старт   | Фёдор Мезенцев | 1         | 16        | 0         | 8:43,26   | 11        | завершил выступление | завершил выступление | завершил выступление | завершил выступление |

Женщины
Индивидуальные гонки
| Соревнование | Спортсмены       | Результат | Отставание | Место |
| ------------ | ---------------- | --------- | ---------- | ----- |
| 500 метров   | Екатерина Айдова | 38,96     | +2,02      | 21    |
| 1000 метров  | Екатерина Айдова | 1:17,09   | +3,53      | 24    |
| 1500 метров  | Екатерина Айдова | 1:59,05   | +4,70      | 18    |

#### Фигурное катание
Большинство олимпийских лицензий на Игры 2018 года были распределены по результатам выступления спортсменов в рамках чемпионата мира 2017 года. По его итогам сборная Казахстана смогла завоевать одну лицензию в мужском одиночном катании и сразу две в женском, что стало возможным благодаря девятому месту Элизабет Турсынбаевой. Помимо Дениса Тена и Элизабет Турсынбаевой, показавших высокие результаты на чемпионате мира, место в олимпийской сборной получила Айза Имамбек, ставшая второй на чемпионате Казахстана.
| Соревнование              | Спортсмены           | Короткая программа | Короткая программа | Произвольная программа | Произвольная программа | Всего        | Всего |
| Соревнование              | Спортсмены           | Сумма баллов       | Место              | Сумма баллов           | Место                  | Сумма баллов | Место |
| ------------------------- | -------------------- | ------------------ | ------------------ | ---------------------- | ---------------------- | ------------ | ----- |
| мужское одиночное катание | Денис Тен            | 70,12              | 27                 | завершил выступление   | завершил выступление   | 70,12        | 27    |
| женское одиночное катание | Элизабет Турсынбаева | 58,82              | 15 Q               | 118,30                 | 13                     | 177,12       | 12    |
| женское одиночное катание | Айза Имамбек         | 44,40              | 30                 | завершила выступление  | завершила выступление  | 44,40        | 30    |

#### Шорт-трек
Квалификация на зимние Олимпийские игры в шорт-треке проходила по результатам четырёх этапов Кубка мира 2017/2018. По итогам этих турниров был сформирован олимпийский квалификационный лист, согласно которому казахстанская сборная получила право заявить для участия в Играх трёх мужчин и двух женщин. 8 января был объявлен состав сборной Казахстана для участия в Олимпийских играх. После перераспределения лицензий Казахстан получил 2 дополнительных квоты: 1 квота для дистанции 1500 метров среди мужчин и 1 квота для мужской эстафеты.
Мужчины
| Соревнование | Спортсмены                                                           | Отборочный раунд | Отборочный раунд | Отборочный раунд | Четвертьфинал        | Четвертьфинал        | Четвертьфинал        | Полуфинал            | Полуфинал            | Полуфинал            | Финал                | Финал                | Итоговое место |
| Соревнование | Спортсмены                                                           | Забег            | Результат        | Место            | Забег                | Результат            | Место                | Забег                | Результат            | Место                | Результат            | Место                | Итоговое место |
| ------------ | -------------------------------------------------------------------- | ---------------- | ---------------- | ---------------- | -------------------- | -------------------- | -------------------- | -------------------- | -------------------- | -------------------- | -------------------- | -------------------- | -------------- |
| 500 метров   | Абзал Ажгалиев                                                       | 6                | 43,388           | 3 ADV            | 4                    | 41,616               | 4 ADV                | 1                    | 40,835               | 5                    | завершил выступление | завершил выступление | 9              |
| 500 метров   | Денис Никиша                                                         | 4                | 41,436           | 3 ADV            | 1                    | 40,806               | 3                    | завершил выступление | завершил выступление | завершил выступление | завершил выступление | завершил выступление | 13             |
| 500 метров   | Нурберген Жумагазиев                                                 | 5                | 40,748           | 3 ADV            | 2                    | DNF                  | —                    | завершил выступление | завершил выступление | завершил выступление | завершил выступление | завершил выступление | 18             |
| 1000 метров  | Нурберген Жумагазиев                                                 | 3                | 1:24,271         | 4                | завершил выступление | завершил выступление | завершил выступление | завершил выступление | завершил выступление | завершил выступление | завершил выступление | завершил выступление | 25             |
| 1500 метров  | Денис Никиша                                                         | 4                | 2:14,847         | 4                | не проводится        | не проводится        | не проводится        | завершил выступление | завершил выступление | завершил выступление | завершил выступление | завершил выступление | 24             |
| 1500 метров  | Нурберген Жумагазиев                                                 | 6                | DNF              | —                | не проводится        | не проводится        | не проводится        | завершил выступление | завершил выступление | завершил выступление | завершил выступление | завершил выступление | 33             |
| эстафета     | Денис Никиша Нурберген Жумагазиев Абзал Ажгалиев Еркебулан Шамуханов | не проводится    | не проводится    | не проводится    | не проводится        | не проводится        | не проводится        | 1                    | 6:47,727             | 3 QB                 | Финал B              | Финал B              | 6              |
| эстафета     | Денис Никиша Нурберген Жумагазиев Абзал Ажгалиев Еркебулан Шамуханов | не проводится    | не проводится    | не проводится    | не проводится        | не проводится        | не проводится        | 1                    | 6:47,727             | 3 QB                 | 6:52,791             | 2                    | 6              |

Женщины
| Соревнование | Спортсмены         | Отборочный раунд | Отборочный раунд | Отборочный раунд | Четвертьфинал         | Четвертьфинал         | Четвертьфинал         | Полуфинал             | Полуфинал             | Полуфинал             | Финал                 | Финал                 | Итоговое место |
| Соревнование | Спортсмены         | Забег            | Результат        | Место            | Забег                 | Результат             | Место                 | Забег                 | Результат             | Место                 | Результат             | Место                 | Итоговое место |
| ------------ | ------------------ | ---------------- | ---------------- | ---------------- | --------------------- | --------------------- | --------------------- | --------------------- | --------------------- | --------------------- | --------------------- | --------------------- | -------------- |
| 500 метров   | Анастасия Крестова | 5                | 43,814           | 4                | завершила выступление | завершила выступление | завершила выступление | завершила выступление | завершила выступление | завершила выступление | завершила выступление | завершила выступление | 26             |
| 1000 метров  | Ким Йонг А         | 3                | 1:29,703         | 3                | завершила выступление | завершила выступление | завершила выступление | завершила выступление | завершила выступление | завершила выступление | завершила выступление | завершила выступление | 19             |
| 1000 метров  | Анастасия Крестова | 2                | 1:31,557         | 3                | завершила выступление | завершила выступление | завершила выступление | завершила выступление | завершила выступление | завершила выступление | завершила выступление | завершила выступление | 21             |
| 1500 метров  | Ким Йонг А         | 1                | 2:29,875         | 4                | не проводится         | не проводится         | не проводится         | завершила выступление | завершила выступление | завершила выступление | завершила выступление | завершила выступление | 22             |
| 1500 метров  | Анастасия Крестова | 4                | PEN              | —                | не проводится         | не проводится         | не проводится         | завершила выступление | завершила выступление | завершила выступление | завершила выступление | завершила выступление | —              |

### Лыжные виды спорта

#### Горнолыжный спорт
Квалификация спортсменов для участия в Олимпийских играх осуществлялась на основании специального квалификационного рейтинга FIS по состоянию на 21 января 2018 года. При этом НОК для участия в Олимпийских играх мог выбрать только того спортсмена, который вошёл в топ-500 олимпийского рейтинга в своей дисциплине, и при этом имел определённое количество очков, согласно квалификационной таблице. Страны, не имеющие участников в числе 500 сильнейших спортсменов, могли претендовать только на квоты категории «B» в технических дисциплинах. По итогам квалификационного отбора сборная Казахстана завоевала мужскую олимпийскую лицензию категории «A» и женскую категории «B».
Мужчины
| Соревнование      | Спортсмены      | Скоростной спуск/ 1 спуск | Скоростной спуск/ 1 спуск | Слалом/ 2 спуск | Слалом/ 2 спуск | Всего   | Отставание | Место |
| Соревнование      | Спортсмены      | Время                     | Место                     | Время           | Место           | Всего   | Отставание | Место |
| ----------------- | --------------- | ------------------------- | ------------------------- | --------------- | --------------- | ------- | ---------- | ----- |
| скоростной спуск  | Игорь Закурдаев | не проводится             | не проводится             | не проводится   | не проводится   | 1:45,01 | +4,76      | 39    |
| супергигант       | Игорь Закурдаев | не проводится             | не проводится             | не проводится   | не проводится   | 1:29,96 | +5,52      | 41    |
| комбинация        | Игорь Закурдаев | 1:22,29                   | 42                        | 53,18           | 32              | 2:15,47 | +8,95      | 31    |
| слалом            | Игорь Закурдаев | DNF                       | DNF                       | —               | —               | —       | —          | —     |
| гигантский слалом | Игорь Закурдаев | 1:18,78                   | 62                        | 1:16,29         | 46              | 2:35,07 | +17,03     | 51    |

Женщины
| Соревнование      | Спортсмены        | Скоростной спуск/ 1 спуск | Скоростной спуск/ 1 спуск | Слалом/ 2 спуск | Слалом/ 2 спуск | Всего   | Отставание | Место |
| Соревнование      | Спортсмены        | Время                     | Место                     | Время           | Место           | Всего   | Отставание | Место |
| ----------------- | ----------------- | ------------------------- | ------------------------- | --------------- | --------------- | ------- | ---------- | ----- |
| слалом            | Марина Григорьева | 1:02,49                   | 54                        | 1:01,88         | 51              | 2:04,37 | +25,74     | 51    |
| гигантский слалом | Марина Григорьева | 1:22,42                   | 57                        | 1:18,77         | 51              | 2:41,19 | +21,17     | 51    |

#### Лыжные гонки
Квалификация спортсменов для участия в Олимпийских играх осуществлялась на основании специального квалификационного рейтинга FIS по состоянию на 21 января 2018 года. Для получения олимпийской лицензии категории «A» спортсменам необходимо было набрать максимум 100 очков в дистанционном рейтинге FIS. При этом каждый НОК может заявить на Игры 1 мужчину и 1 женщины, если они выполнили квалификационный критерий «B», по которому они смогут принять участие в спринте и гонках на 10 км для женщин или 15 км для мужчин. По итогам квалификационного отбора сборная Казахстана завоевала 6 олимпийских лицензий категории «A», а после перераспределения квот получила ещё одну.
Мужчины
Дистанционные гонки
| Соревнование              | Спортсмены                                                       | Результат                                 | Отставание                         | Место     |
| ------------------------- | ---------------------------------------------------------------- | ----------------------------------------- | ---------------------------------- | --------- |
| 15 км свободным стилем    | Виталий Пухкало                                                  | 36:57,4                                   | +3:13,5                            | 54        |
| 15 км свободным стилем    | Евгений Величко                                                  | 37:28,6                                   | +3:44,7                            | 61        |
| 15 км свободным стилем    | Денис Волотка                                                    | 37:39,8                                   | +3:55,9                            | 64        |
| скиатлон 15+15 км         | Виталий Пухкало                                                  | 1:19:46,7                                 | +3:26,7                            | 34        |
| скиатлон 15+15 км         | Евгений Величко                                                  | 1:21:03,9                                 | +4:43,9                            | 43        |
| 50 км классическим стилем | Алексей Полторанин                                               | 2:13:37,1                                 | +5:15,0                            | 15        |
| 50 км классическим стилем | Евгений Величко                                                  | 2:21:43,2                                 | +13:21,1                           | 39        |
| 50 км классическим стилем | Виталий Пухкало                                                  | 2:27:10,6                                 | +18:48,5                           | 52        |
| 50 км классическим стилем | Денис Волотка                                                    | DNS                                       | DNS                                | DNS       |
| эстафета 4×10 км          | Алексей Полторанин Евгений Величко Виталий Пухкало Денис Волотка | 1:36:36,3 24:40,9 25:29,1 23:10,3 23:16,0 | +3:31,4 +0,0 +51,2 +2:09,7 +3:31,4 | 8 1 5 9 8 |

Спринт
| Соревнование     | Спортсмены                       | Квалификация  | Квалификация  | Четвертьфинал        | Четвертьфинал        | Четвертьфинал        | Полуфинал            | Полуфинал            | Полуфинал            | Финал                 | Финал                 | Итоговое место |
| Соревнование     | Спортсмены                       | Результат     | Место         | Заезд                | Результат            | Место                | Заезд                | Результат            | Место                | Результат             | Место                 | Итоговое место |
| ---------------- | -------------------------------- | ------------- | ------------- | -------------------- | -------------------- | -------------------- | -------------------- | -------------------- | -------------------- | --------------------- | --------------------- | -------------- |
| спринт           | Алексей Полторанин               | 3:14,43       | 13 Q          | 1                    | 3:12,60              | 4                    | завершил выступление | завершил выступление | завершил выступление | завершил выступление  | завершил выступление  | 17             |
| спринт           | Денис Волотка                    | 3:22,52       | 51            | завершил выступление | завершил выступление | завершил выступление | завершил выступление | завершил выступление | завершил выступление | завершил выступление  | завершил выступление  | 51             |
| командный спринт | Денис Волотка Алексей Полторанин | не проводится | не проводится | не проводится        | не проводится        | не проводится        | 1                    | 16:30,10             | 8                    | завершили выступление | завершили выступление | 15             |

Женщины
Дистанционные гонки
| Соревнование              | Спортсмены       | Результат | Отставание | Место |
| ------------------------- | ---------------- | --------- | ---------- | ----- |
| 10 км свободным стилем    | Валерия Тюленева | 28:20,7   | +3:20,2    | 47    |
| 10 км свободным стилем    | Анна Шевченко    | 28:56,9   | +3:56,4    | 56    |
| 10 км свободным стилем    | Елена Коломина   | 29:13,0   | +4:12,5    | 63    |
| скиатлон 7,5+7,5 км       | Анна Шевченко    | 44:25,1   | +3:40,2    | 36    |
| скиатлон 7,5+7,5 км       | Елена Коломина   | 46:28,5   | +5:43,6    | 54    |
| скиатлон 7,5+7,5 км       | Валерия Тюленева | DNF       | DNF        | DNF   |
| 30 км классическим стилем | Анна Шевченко    | 1:35:36,1 | +13:18,5   | 31    |
| 30 км классическим стилем | Валерия Тюленева | 1:35:38,0 | +13:20,4   | 32    |
| 30 км классическим стилем | Елена Коломина   | 1:35:38,4 | +13:20,8   | 33    |

Спринт
| Соревнование     | Спортсмены                     | Квалификация  | Квалификация  | Четвертьфинал        | Четвертьфинал        | Четвертьфинал        | Полуфинал             | Полуфинал             | Полуфинал             | Финал                 | Финал                 | Итоговое место |
| Соревнование     | Спортсмены                     | Результат     | Место         | Заезд                | Результат            | Место                | Заезд                 | Результат             | Место                 | Результат             | Место                 | Итоговое место |
| ---------------- | ------------------------------ | ------------- | ------------- | -------------------- | -------------------- | -------------------- | --------------------- | --------------------- | --------------------- | --------------------- | --------------------- | -------------- |
| спринт           | Анна Шевченко                  | 3:23,27       | 27 Q          | 1                    | 3:23,56              | 6                    | завершила выступление | завершила выступление | завершила выступление | завершила выступление | завершила выступление | 29             |
| спринт           | Елена Коломина                 | 3:39,22       | 55            | завершил выступление | завершил выступление | завершил выступление | завершил выступление  | завершил выступление  | завершил выступление  | завершил выступление  | завершил выступление  | 55             |
| спринт           | Валерия Тюленева               | 3:47,27       | 60            | завершил выступление | завершил выступление | завершил выступление | завершил выступление  | завершил выступление  | завершил выступление  | завершил выступление  | завершил выступление  | 60             |
| командный спринт | Анна Шевченко Валерия Тюленева | не проводится | не проводится | не проводится        | не проводится        | не проводится        | 1                     | 17:57,04              | 10                    | завершили выступление | завершили выступление | 20             |

#### Прыжки на лыжах с трамплина
Квалификация спортсменов для участия в Олимпийских играх осуществлялась на основании специального квалификационного рейтинга FIS по состоянию на 21 января 2018 года. По итогам квалификационного отбора сборная Казахстана завоевала одну олимпийскую лицензию.
Мужчины
| Соревнование        | Спортсмены      | Квалификация | Квалификация | Финал                | Финал                | Финал                | Финал                | Финал                | Финал                | Итоговое место |
| Соревнование        | Спортсмены      | Результат    | Место        | 1 прыжок             | 1 прыжок             | 2 прыжок             | 2 прыжок             | Всего                | Место                | Итоговое место |
| Соревнование        | Спортсмены      | Результат    | Место        | Результат            | Место                | Результат            | Место                | Всего                | Место                | Итоговое место |
| ------------------- | --------------- | ------------ | ------------ | -------------------- | -------------------- | -------------------- | -------------------- | -------------------- | -------------------- | -------------- |
| нормальный трамплин | Сергей Ткаченко | 83,7         | 51           | завершил выступление | завершил выступление | завершил выступление | завершил выступление | завершил выступление | завершил выступление | 51             |
| большой трамплин    | Сергей Ткаченко | 70,9         | 47 Q         | 73,5                 | 49                   | завершил выступление | завершил выступление | 73,5                 | 49                   | 49             |

#### Фристайл
По сравнению с прошлыми Играми изменения произошли в хафпайпе и слоупстайле. Теперь в финалах этих дисциплин фристайлисты стали выполнять по три попытки, при этом итоговое положение спортсменов по-прежнему определяется по результату лучшей из них. Квалификация спортсменов для участия в Олимпийских играх осуществлялась на основании специального квалификационного рейтинга FIS по состоянию на 21 января 2018 года. Для каждой дисциплины были установлены определённые условия, выполнив которые спортсмены могли претендовать на попадание в состав сборной для участия в Олимпийских играх. По итогам квалификационного отбора сборная Казахстана завоевала 6 олимпийских лицензий, а после перераспределения квот получила ещё три.
Мужчины
Могул и акробатика
| Соревнование | Спортсмены         | Квалификация 1 | Квалификация 1 | Квалификация 2 | Квалификация 2 | Квалификация 2 | Финал 1              | Финал 1              | Финал 2              | Финал 2              | Финал 3              | Финал 3              | Итоговое место |
| Соревнование | Спортсмены         | Очки           | Место          | Очки           | Лучший         | Место          | Очки                 | Место                | Очки                 | Место                | Очки                 | Место                | Итоговое место |
| ------------ | ------------------ | -------------- | -------------- | -------------- | -------------- | -------------- | -------------------- | -------------------- | -------------------- | -------------------- | -------------------- | -------------------- | -------------- |
| акробатика   | Ильдар Бадрутдинов | 89,18          | 19             | 94,47          | 94,47          | 15             | завершил выступление | завершил выступление | завершил выступление | завершил выступление | завершил выступление | завершил выступление | 21             |
| могул        | Павел Колмаков     | 79,98          | 7 Q            | не участвовал  | не участвовал  | не участвовал  | 78,22                | 11 Q                 | 76,10                | 7                    | завершил выступление | завершил выступление | 7              |
| могул        | Дмитрий Рейхерд    | 81,23          | 3 Q            | не участвовал  | не участвовал  | не участвовал  | 79,77                | 6 Q                  | 58,64                | 8                    | завершил выступление | завершил выступление | 8              |

Женщины
Могул и акробатика
| Соревнование | Спортсмены            | Квалификация 1 | Квалификация 1 | Квалификация 2 | Квалификация 2 | Квалификация 2 | Финал 1               | Финал 1               | Финал 2               | Финал 2               | Финал 3               | Финал 3               | Итоговое место |
| Соревнование | Спортсмены            | Очки           | Место          | Очки           | Лучший         | Место          | Очки                  | Место                 | Очки                  | Место                 | Очки                  | Место                 | Итоговое место |
| ------------ | --------------------- | -------------- | -------------- | -------------- | -------------- | -------------- | --------------------- | --------------------- | --------------------- | --------------------- | --------------------- | --------------------- | -------------- |
| акробатика   | Жанбота Алдабергенова | 81,07          | 12             | 85,36          | 85,36          | 7              | завершила выступление | завершила выступление | завершила выступление | завершила выступление | завершила выступление | завершила выступление | 13             |
| акробатика   | Маржан Акжигит        | 79,17          | 14             | 70,20          | 79,17          | 12             | завершила выступление | завершила выступление | завершила выступление | завершила выступление | завершила выступление | завершила выступление | 18             |
| акробатика   | Акмаржан Калмурзаева  | 58,58          | 21             | 47,32          | 58,58          | 16             | завершила выступление | завершила выступление | завершила выступление | завершила выступление | завершила выступление | завершила выступление | 22             |
| акробатика   | Аяна Жолдас           | 51,01          | 23             | 57,98          | 57,98          | 18             | завершила выступление | завершила выступление | завершила выступление | завершила выступление | завершила выступление | завершила выступление | 24             |
| могул        | Юлия Галышева         | 76,36          | 7 Q            | не участвовала | не участвовала | не участвовала | 75,10                 | 7 Q                   | 76,81                 | 6 Q                   | 77,40                 | 3                     | 3              |
| могул        | Аяулым Амренова       | 52,78          | 26             | 38,68          | 52,78          | 17             | завершила выступление | завершила выступление | завершила выступление | завершила выступление | завершила выступление | завершила выступление | 27             |

### Санный спорт
Квалификация спортсменов для участия в Олимпийских играх осуществлялась на основании рейтинга Кубка мира FIL по состоянию на 1 января 2018 года. По его результатам сборная Казахстана не смогла сразу завоевать квоту в мужских соревнованиях, попав в лист ожидания. Сборная Казахстана смогла получить лицензию после отказа словенской сборной.
Мужчины
| Соревнование | Спортсмены       | 1 заезд   | 1 заезд | 2 заезд   | 2 заезд | 3 заезд   | 3 заезд | 4 заезд              | 4 заезд              | Итоговый результат | Итоговое место | Отставание |
| Соревнование | Спортсмены       | Результат | Место   | Результат | Место   | Результат | Место   | Результат            | Место                | Итоговый результат | Итоговое место | Отставание |
| ------------ | ---------------- | --------- | ------- | --------- | ------- | --------- | ------- | -------------------- | -------------------- | ------------------ | -------------- | ---------- |
| одиночки     | Никита Копыренко | 50,147    | 35      | 50,327    | 38      | 49,244    | 34      | завершил выступление | завершил выступление | 2:29,718           | 36             | —          |